# Stazione di Trabia
La stazione di Trabia è una fermata ferroviaria delle linee Palermo-Messina, Palermo-Agrigento e Palermo-Catania al servizio della città di Trabia.

## Storia
Venne costruita come stazione passante in superficie, sul vecchio tracciato della linea ferroviaria Palermo-Messina realizzato dalla Società Vittorio Emanuele, e che dovette essere completato prima dalla Società Italiana per le strade ferrate meridionali dal 1872 e finito, dal 1885 in poi, dalla Società per le Strade Ferrate della Sicilia.
La stazione entrò in servizio, il 25 luglio 1864, unitamente al tronco Trabia-Bagheria, della linea Messina-Palermo.
La stazione, inizialmente era provvista di piano caricatore, ponte a bilico ed un magazzino merci.
Verso la fine degli anni novanta iniziò il lento declino dell'infrastruttura ferroviaria, come accadde per tutte le altre stazioni, dapprima fu dismesso lo scalo merci, successivamente fu chiuso il fabbricato viaggiatori con i relativi servizi, trasformandola in una semplice fermata impresenziata per i treni regionali.
Il 22 dicembre 2003, è avvenuta la dismissione del primo binario di circolazione, e di conseguenza, i rimanenti binari, vennero ridenominati.
L'8 novembre 2007, è avvenuta la dismissione del terzo binario di circolazione, e di conseguenza, restano solamente il I ed il II binario, entrambi di corretto tracciato.
Il 24 febbraio 2008 venne trasformata in fermata impresenziata.

## Servizio ferroviario
È servita dai treni regionali Palermo-Termini Imerese che espletano servizio con frequenza oraria.
La stazione ad oggi, conta un traffico giornaliero di circa 287,5 unità, ed è utilizzata esclusivamente a servizio regionale, con treni a corta percorrenza.
Per quello che riguarda la categorizzazione delle stazioni, RFI la considera di categoria silver.
(RFI)

### Caratteristiche
La fermata di Trabia è situata al km 31+286 del tracciato della linea Ferrovia Palermo-Agrigento.
Il fabbricato viaggiatori è su due livelli, di cui il secondo piano era l'alloggio del capostazione, e non presenta elementi architettonici di rilievo.
Il fascio binari, fino al 22 dicembre 2003, comprendeva complessivamente quattro binari, dei quali, il II ed il III erano di corretto tracciato, ma dall'8 novembre 2007, il piano del ferro, comprende complessivamente solamente due binari, entrambi di corretto tracciato.
Sita nel Comune di Trabia, in una zona a medio sviluppo urbanistico.
La fermata possiede un'obliteratrice, una bacheca con tabella oraria per i treni in arrivo e in partenza.
In base alla tabella oraria ferroviaria 2010/11, in essa fermano attualmente 71 treni regionali (fra feriali e festivi).

## Servizi
La stazione è fornita di 
- Biglietteria (Punto vendita);
- Parcheggio.